# Bradley Banda
Bradley James Banda (sinh ngày 20 tháng 1 năm 1998) là một cầu thủ bóng đá người Gibraltar hiện tại đang thi đấu ở vị trí thủ môn cho câu lạc bộ St Joseph's và Đội tuyển bóng đá quốc gia Gibraltar.

## Sự nghiệp quốc tế
Banda lần đầu tiên được gọi triệu tập lên Đội tuyển bóng đá quốc gia Gibraltar vào tháng 3 năm 2018, khi đang chơi cho câu lạc bộ Team Solent. Vào ngày 11 tháng 10 năm 2021, anh có trận ra mắt quốc tế, trận thua 6–0 trước Hà Lan, cản phá được một quả phạt đền của Memphis Depay. Anh đã giữ sạch lưới quốc tế lần đầu tiên trong trận đấu thứ hai, trận hòa 0-0 trước Grenada vào ngày 23 tháng 3 năm 2022.

## Thống kê sự nghiệp

### Quốc tế
Tính đến 26 tháng 9 năm 2022
| Gibraltar | Gibraltar | Gibraltar |
| Năm       | Trận      | Bàn thắng |
| --------- | --------- | --------- |
| 2021      | 1         | 0         |
| 2022      | 4         | 0         |
| Tổng cộng | 5         | 0         |

## Đời tư
Ngoài bóng đá, Banda còn là một trợ lý giảng dạy cho nhu cầu đặc biệt tại Trường St Martin ở Gibraltar.